# Балаж Хорват
Балаж Хорват (угор. Horváth Balázs; 13 серпня 1942, Будапешт — 2 липня 2006, Веспрем) — угорський політик, міністр внутрішніх справ.
За освітою він був юристом, закінчив Університет Етвеша Лоранда в Будапешті. У 1988 році був одним із співзасновників Угорського демократичного форуму, а в 1990 році кілька місяців був міністром внутрішніх справ в уряді Йожефа Анталла. Пізніше він вийшов з Угорського демократичного форуму, деякий час був незалежним депутатом, а в 2004 році заснував Національний форум (2004), який увійшов до коаліції з блоком Фідес. Від імені «Фідес» отримав місце в парламенті в квітні 2006 року, але помер через два місяці.